# Сабанеев, Леонид Леонидович
Леони́д Леони́дович Сабане́ев (19 сентября (2 октября) 1881 — 3 мая 1968) — русский музыковед, композитор, музыкальный критик.

## Детство и учёба
Принадлежал к дворянскому роду Сабанеевых. Сын Леонида Павловича Сабанеева — известного зоолога и популяризатора охотничьего и рыболовного дела, и Юлии Павловны Дельсаль. Вместе с братом Борисом получил домашнее образование; в лицее в 16 лет получил аттестат зрелости.
В Московском университете он обучался на двух факультетах: физико-математическом, в котором был оставлен для подготовки к профессорской кафедре, и на естественном. Одновременно слушал лекции на историко-филологическом факультете. Защитил диссертацию на степень доктора чистой математики (1905), читал лекции на высших курсах университета в звании приват-доцента, а с 1918 года профессора. Написал четыре труда по математике и пять по зоологии.
В начале 1905 года преподавал математику в старших классах реального училища Ивана Фидлера — одном из центров декабрьского вооруженного восстания в Москве.
С пятилетнего возраста параллельно получал музыкальное образование сначала у Николая Зверева, а позднее у профессора Павла Шлёцера по фортепиано и Сергея Танеева по гармонии, композиции и контрапункту. По окончании Московской консерватории занимался по композиции и оркестровке у Н. А. Римского-Корсакова.

## В России
Первые музыкальные композиции появились в свет в 1902 году. Им написаны: фортепианная соната (памяти Скрябина, который был его другом) — 1916—1917; два трио для фортепиано, скрипки и виолончели — 1910 и 1924; «Трагическая эпопея» для оркестра — 1928; чакона для оркестра и органа — не позднее 1924; пассакалия для фортепиано — 1935; сюита для двух фортепиано — 1938; много мелких вещей для фортепиано, несколько романсов. С 1926 года до смерти работал над масштабным неизданным сочинением на латинский текст «Апокалипсиса», полностью закончил оркестровку; произведение находится в США на хранении.
Приобрёл большую известность как музыкальный критик. Им опубликованы следующие книги и трактаты: «Рихард Вагнер и синтетическое искусство» — 1914; «Скрябин», монография — 1916; «Музыка речи» — 1922; «История русской музыки» — 1924; «Этюды Шопена в освещении закона золотого сечения» — 1924; «Воспоминания о Скрябине» — 1925: «Дебюсси» — 1925; «Равель» — 1925: «Психология музыкально-творческого процесса» — 1925; «Modern Russian Composers» — 1927, New York; «Music in the cinema» — 1930, London; «Воспоминания о С. И. Танееве» — 1930, «Таир», Париж; «Еврейская национальная школа в музыке» — 1924 (переведенная на пять языков и переизданная в 1970 году в Тель-Авиве).
В ежедневной прессе писал в газетах «Голос Москвы», «Утро России», «Русское слово», «Вечерняя Москва», «Одесские новости». В периодической прессе писал в журналах «Музыка», «Музыкальный современник», «Мелос» и «Аполлон». Писал также в альманахе «Der blaue Reiter». В 1916 году оскандалился, написав рецензию на отменённое исполнение «Скифской сюиты» Сергея Прокофьева, не будучи знакомым с музыкой этого произведения, и в результате был уволен из издания «Новости сезона» и подвергся насмешкам в печати.
В 1919 году он женился вторым браком на выпускнице Петроградской консерватории Тамаре Кузнецовой, молодой пианистке, родилась дочь.
Был одним из основателей Государственного института музыкальных наук (ГИМН). С 1922 года состоял действительным членом Музыкальной секции Академии художественных наук в Москве и президентом Ассоциации современной музыки. Был председателем Центральной комиссии по улучшению быта учёных. Член правления Московского дома учёных (1924).

## За рубежом
С 1926 года жил в Париже, где был профессором Русской консерватории имени Рахманинова. Он сотрудничал в газете «Последние новости» по музыкальным вопросам, в журнале «Современные записки», а также в иностранной печати: «Musical Times» (London), «Musica», «Encyclopedia of Chamber Music», «Russian Review», «The Music Quateriy», «Psyche» (New York). Написал балет «Авиатриса», который был представлен в Театре Елисейских полей (1930).
В 1933 году с семьёй переехал в Ниццу, где писал музыку для фильмов киностудии «Gaumont». Затем был сотрудником «Русской мысли» в Париже, «Нового русского слова» и «Нового журнала» в Нью-Йорке, «Мостов» в Мюнхене. Скончался 3 мая 1968 года в восемьдесят шесть лет, похоронен на русском православном кладбище в Ницце. Все литературные труды на музыкальные темы находятся в русском архиве Колумбийского университета в Нью-Йорке.

## Литературные сочинения (выборка)
- Ультрахроматическая полемика // Музыкальный современник, 1916, № 6.
- Скрябин. М., 1916; 2-е изд.: М., 1923
- Клод Дебюсси. М., 1922
- Музыка речи. Эстетическое исследование. М., 1923
- Психология музыкально-творческого процесса // Искусство. 1923. № 1
- Морис Равель. Характеристика его творческой деятельности и очерк его жизни. М., 1924
- Этюды Шопена в освещении закона золотого сечения. Опыт позитивного обоснования законов формы // Искусство. 1925. № 2
- Еврейская национальная школа в музыке. М., 1924; переведена на пять языков.
- История русской музыки. М., 1924; нем. перевод: Lpz, 1926
- Всеобщая история музыки. М., 1925
- Что такое музыка. М., 1925
- Воспоминания о Скрябине. М., 1925
- Музыка после Октября. М., 1926
- Modern Russian Composers. New York, London, 1927
- Александр Абрамович Крейн. М., 1928
- The organization of musical science // The Musical Times (1929) (пер. С. У. Принга)
- С. И. Танеев. Мысли о творчестве и воспоминания о жизни. Париж, 1930
- Music For the Films. London, 1935 (пер. С. У. Принга)

## Список музыкальных произведений
- op. 1. Preludes (1902)
- op. 2. Quatre preludes (1902)
- op. 3. Deux preludes (1907 — ?)
- op. 4. Trio-impromptu for piano trio (1907)
- op. 11. 6 поэм
- op. 12. 3 пьесы (Листок из альбома, Этюд, Прелюдия)
- op. 13. 4 Фрагмента (для фортепиано)
- op. 14. 5 Esquisses (1917)
- op. 15. Соната («a la memorie de Scriabine») (1916—1917)
- op. 16. Этюд-ноктюрн
- op. 19, No. 2. Nein ich kann nicht для голоса и фортепиано
- op. 20. Соната для фортепиано, скрипки и виолончели (1924)
- op. 21. Чакона для органа и оркестра
- op. 22. «Трагическая эпопея» для оркестра (1928)
- op. 23. Вариации на тему Скрябина
- Балет «Лётчица» (фр. L’Aviatrice) (сочинён в 1928, поставлен в 1930 году в Театре Елисейских полей, Париж)
- Симфоническая поэма «Морская лазурь» (Flots d’azur) (1936)
- «Апокалипсис» (для солистов, хора, оркестра и органа) (1940 ?)
- множество романсов (в том числе и на собственные стихи), мелкие фортепианные вещи
- музыка к кинофильмам

## Исполнения музыкальных произведений
Долгое время после смерти композитора его музыка не исполнялась. Первое известное посмертное исполнение в России состоялось в 1992 году. В 2000 году пианистом Джонатаном Пауэллом была исполнена Соната «Памяти Скрябина» для фортепиано. В конце 2011 года пианист Марк Андре Амлен исполнил в качестве биса своего концерта Прелюдию Op. 10 № 5 Сабанеева.
В марте 2012 года состоялась мировая премьера двух фортепианных трио Сабанеева — на немецкой студии Genuin вышел CD с записями трио (исполнители Михаэль Шефер, Илона Тен-Берг и Ян Вэньсин). Запись была положительно воспринята критиками, один из которых написал, что это «несомненно, одна из самых важных записей камерной музыки… за последние 20 лет».